# Svrab
Svrab ili šuga zarazna je infekcija ljudske kože sićušnim grinjama Sarcoptes scabiei var. hominis, veličine 0,2–0,45 mm. Latinski naziv je scabies od lat. scabere - grebati, a naziv šuga turskog je, odnosno perzijskog porijekla. Najčešći su simptomi jak svrbež i osip nalik prištićima. Povremeno se na koži mogu pojaviti sitne brazde. Kod prve infekcije zaražena osoba obično razvije simptome unutar dva do šest tjedana. Tijekom druge infekcije simptomi mogu početi unutar 24 sata. Simptomi mogu biti prisutni na većem dijelu tijela ili samo na određenim područjima kao što su zapešća, između prstiju ili u struku. I glava može biti zahvaćena, no obično samo u male djece. Svrbež se često pogoršava noću. Češanje može uzrokovati oštećenje kože i dodatnu bakterijsku infekciju kože.
Šugu uzrokuje infekcija ženkom grinje Sarcoptes scabiei var. hominis, koja je ektoparazit. Grinje se uvuku u kožu kako bi tamo živjele i polagale jaja. Simptomi šuge posljedica su alergijske reakcije na grinje. Često je samo između 10 i 15 grinja uključeno u infekciju. Šuga se uobičajeno širi tijekom relativno dugog razdoblja izravnog kontakta kože sa zaraženom osobom (barem 10 minuta), poput onoga prilikom spolnog odnosa ili zajedničkog života. Širenje bolesti može se dogoditi čak i ako osoba još nije razvila simptome. Bliski kontakt u napučenim skupinama poput onih u dječjim vrtićima ili zatvorima povećavaju rizik od širenja. Područja bez pristupa vodi također imaju veće stope bolesti. Krustozni svrab teži je oblik bolesti, no u osnovi se ne razlikuje od obične, nego se radi o infestaciji vrlo velikim brojem grinja, što obično pogađa samo one sa slabim imunosnim sustavom; broj grinja te osobe također čini puno zaraznijima. U tim slučajevima može doći do širenja infekcije tijekom kratkotrajnog kontakta ili preko kontaminiranih predmeta. Krustozni oblik često ima nepovoljniji razvoj pa traži agresivnije liječenje.
Grinja je vrlo mala i na granici mogućnosti otkrivanja golim okom.  Dijagnoza se temelji ili na otkrivanju grinje (potvrđena šuga), otkrivanju tipičnih lezija u tipičnoj distribuciji s tipičnim povijesnim značajkama (klinička šuga) ili otkrivanju atipičnih lezija ili atipične distribucije lezija sa samo nekim povijesnim karakteristikama (sumnja na šugu).
Dostupno je nekoliko lijekova za liječenje zaraženih, uključujući oralni i lokalni ivermektin, permetrin, krotamiton i lindan. Seksualne kontakte u posljednjih mjesec dana i osobe koje žive u istoj kući također se tretira. Posteljinu i odjeću korištenu u posljednja tri dana treba oprati u vrućoj vodi i osušiti u vrućoj sušilici. Kako grinja ne živi dulje od tri dana izvan ljudske kože, nije potrebno dodatno pranje. Simptomi se mogu nastaviti dva do četiri tjedna nakon liječenja, a ono se ponavlja ako i nakon tog vremena postoje simptomi.
Šuga je jedan od tri najčešća kožna poremećaja u djece, uz lišajeve i bakterijske infekcije kože. Godine 2015. procijenjeno je da pogađa oko 204 milijuna ljudi (2,8 % svjetske populacije). Podjednako je česta u oba spola. Mladi i stari ljudi su češće pogođeni. Također se češće javlja u zemljama u razvoju i tropskim klimatskim područjima. U Hrvatskoj godišnje od svraba oboli manje od tisuću ljudi.

Druge životinje ne šire ljudske šuge. Slična infekcija kod drugih životinja poznata je kao sarkoptična šuga, a obično je uzrokuju nešto drugačije, ali srodne grinje.
- Šuga stopala
- Šuga na ruci
- Šuga na nadlanici